# Atlantisch orkaanseizoen 1954
Het Atlantisch orkaanseizoen 1954 duurde van 1 juni 1954 tot 6 januari 1955, toen de laatste orkaan, Alice II, oploste. Orkaan Alice II bestond in beide kalenderjaren 1954 en 1955. Dit is sindsdien nog één keer voorgekomen met tropische storm Zeta in 2005 en 2006.
Gemeten naar cumulatieve tropische cycloonenergie was 1954 een bovengemiddeld seizoen. Opvallend was de activiteit voor de Amerikaanse oostkust. Er vormden zich – voor zover bekend – 11 tropische stormen in 1954, waarvan er 9 een naam kregen. De naamgeving was niet altijd consequent. Sommige tropische cyclonen zijn naamloos gebleven. Orkaan Alice II werd pas als tropische cycloon erkend in januari 1955, terwijl na afloop bleek dat de storm in 1954 was ontstaan en eigenlijk Irene had moeten heten. In deze jaren hadden meteorologen nog geen beschikking over continue satellietgegevens, wat de classificatie van weersystemen boven open zee bemoeilijkte.

## Cyclonen

### Orkaan Alice I
Alice I ontstond op 24 juni boven de Golf van Mexico en trok in noordwestelijke richting naar Tamaulipas en Texas. Op 25 juni werd Alice I een orkaan, voordat zij in Tamaulipas landde. Alice I eiste 55 mensenlevens en veroorzaakte grote schade aan de Texaanse katoenteelt.

### Tropische storm Barbara
Op 27 juli ontstond er een tropische depressie ten zuidoosten van de Mississippimonding. De volgende dag promoveerde de depressie tot tropische storm Barbara. Barbara trok naar het noordwesten en landde op 29 juli in Louisiana. Barbara veroorzaakte enige overstromingen, maar haar regenval werd meer als een zegen dan als een vloek beschouwd.

### Orkaan Carol
Op 25 augustus ontstond tropische storm Carol boven de Bahama's en trok naar de Amerikaanse oostkust. Carol werd een orkaan. Zij trok toen langs de kust naar het noordoosten en landde eerst in Outer Banks in North Carolina als orkaan van de tweede categorie. Carol trok weer de Atlantische Oceaan op, langs de kust naar het noordoosten, toen zij opnieuw landde op Long Island, New York, opnieuw als orkaan van de tweede categorie, met 160 km/uur even sterk als in North Carolina. Op 31 augustus landde Carol in New England.
Daar richtte Carol erg veel schade aan, zij was de ergste orkaan in de recente geschiedenis van New England en het zou tot 1991 duren dat orkaan Bob dezelfde regio zou treffen. Carol eiste 68 mensenlevens en veroorzaakte $ 460.000.000,- schade ($ 4,1 miljard gecorrigeerd voor inflatie naar 2005). De naam Carol werd opnieuw gebruikt in 1965. Nadat er officiële lijsten werden samengesteld, werd besloten, vanwege de destructie in 1954, de naam alsnog van de lijst af te voeren.

### Orkaan Dolly
Op 31 augustus ontstond ten noordwesten van Puerto Rico een tropische depressie uit een tropische onweersstoring. Een paar uur later werd dit tropische storm Dolly. Dolly trok naar het noordoosten over de Atlantische Oceaan. Op haar hoogtepunt bereikte Dolly met winden van 150 km/uur de tweede categorie. Op 2 september verloor Dolly ten zuiden van Nova Scotia haar tropische kenmerken.

### Orkaan Edna
Op 1 september vormde een tropische depressie zich ten oosten van Barbados en werd langzaam sterker. De volgende dag werd de depressie tropische storm Edna. Edna liep langs de Bovenwindse Eilanden via de Grote Antillen, naar de Bahama's, steeds binnen 160 km van de kust. Ten noorden van Hispaniola werd Edna een orkaan en voor de Bahama's draaide Edna af naar het noordnoordwesten om te landen op Outer Banks, waar Carol ook was geland. Edna was een orkaan van de derde categorie, toen zij daar aankwam.
Daarna volgde Edna ongeveer dezelfde koers als Carol. Zoals Carol trof Edna ook Long Island en New England en ook trof Edna de staat Maine als orkaan van de eerste categorie. Edna eiste 20 mensenlevens en veroorzaakte $40 miljoen schade (niet gecorrigeerd voor inflatie). Edna werd zoals Carol later nog een keer gebruikt in 1968, voordat men later besloot, vanwege de episode 1954 de naam niet meer te gebruiken.

### Orkaan Florence
Florence ontstond als tropische storm op 12 september in de Golf van Campeche. Zij trok in westzuidwestelijke richting en landde de volgende dag op de Mexicaanse kust. Boven zee bereikte Florence orkaanstatus, maar landde als tropische storm, die boven land snel verdween. Florence eiste vijf mensenlevens en deed de bananenoogst voor een deel mislukken.

### Tropische storm Gilda
Boven het midden van de Caraïbische Zee vormde zich tropische storm Gilda, die naar het westen trok en bijna orkaankracht bereikte. Op de 27ste trof Gilda Belize en verdween daarna snel. Gilda kostte 29 mensen het leven. Het noorden van Honduras werd getroffen door overstromingen ten gevolge van Gilda.

### Orkaan 8
Boven de Atlantische Oceaan vormde zich op 25 september een tropische depressie, die naar het noordwesten trok. Op 29 september werd zij een tropische storm, die zijn koers omdraaide naar het zuidwesten. Op 2 oktober werd hij orkaan 8, die de volgende dag nogmaals zijn koers omdraaide naar het noordoosten. Orkaan 8 bereikte nog de tweede categorie, voordat orkaan 8 op 6 oktober zijn tropische kenmerken verloor.

### Orkaan Hazel
Hazel was de zwaarste orkaan van het seizoen. Op 5 oktober ontstond tropische storm Hazel ten oosten van Grenada, die de Caraïbische Zee optrok en daar een orkaan werd van de vierde categorie. Toen draaide zij bij naar het noorden en trof Haïti op 11 oktober als orkaan van de tweede categorie. Hazel trok door de Bahama's naar de Amerikaanse oostkust. Hazel landde nabij de grens tussen North Carolina en South Carolina als orkaan van de vierde categorie met windsnelheden van 240 km/uur en een druk van 937 mbar.
Daarna trok zij naar het noorden, maar bleef een indrukwekkende storm tot boven Canada; zij produceerde als extratropische storm nog winden met orkaankracht tot in Canada. Hazel kostte op Haïti duizend mensen het leven, veegde dorpen van de kaart en verwoestte koffie- en cacaoplantages. Op de Bahama's stierven zes mensen ten gevolge van Hazel. Hazel eiste 95 mensenlevens in de Verenigde Staten en 100 mensenlevens in Canada. Er werd besloten de naam Hazel nooit meer te gebruiken.

### Tropische storm 10
Op 16 november ontstond tropische storm 10, die naar het westen trok en op 21 november weer oploste. Op zijn hoogtepunt bereikte tropische storm 10 windsnelheden van 85 km/uur.

### Orkaan Alice II
Op 30 december ontstond er ten noordoosten van de Bovenwindse Eilanden uit een niet-tropisch lagedrukgebied een tropische storm. Deze trok naar het zuidwesten en werd de volgende dag een orkaan. Het National Hurricane Center benoemde de storm pas op 1 januari met een naam van het seizoen 1955. Later bleek dat de storm eigenlijk Irene had moeten heten en behoorde tot het seizoen 1954. Daardoor is er dus geen tropische cycloon met de letter A in het seizoen 1955. Op 2 januari trok Alice II als orkaan van de tweede categorie over de noordelijke Bovenwindse Eilanden.
Daarna werd Alice II snel zwakker en loste op op 6 januari. Alice II houdt met tropische storm Zeta in 2005 het record voor de laatst ontstane tropische cycloon in een seizoen. Zeta wist zich in januari net iets langer te handhaven dan Alice II. Slechts 5 andere tropische cyclonen promoveerden tot orkaan in de maand december; Epsilon in 2005, Nicole in 1998, orkaan Lili in 1984, orkaan 2 in 1925 en orkaan 18 in 1887.

## Namen
De volgende lijst met namen werd gebruikt. Carol en Edna werden in 1965 en 1968 nogmaals gebruikt, voordat zij als bruikbare namen werden afgevoerd, vanwege de catastrofes in 1954. De naam Hazel werd nooit meer gebruikt.
| - Alice I - Barbara - Carol - Dolly - Edna - Florence - Gilda - Hazel - Alice II | - Irene (niet gebruikt) - Jill (niet gebruikt) - Katherine (niet gebruikt) - Lucy (niet gebruikt) - Mabel (niet gebruikt) - Norma (niet gebruikt) - Orpha (niet gebruikt) - Patsy (niet gebruikt) - Queena (niet gebruikt) | - Rachel (niet gebruikt) - Susie (niet gebruikt) - Tina (niet gebruikt) - Una (niet gebruikt) - Vicki (niet gebruikt) - Wallis (niet gebruikt) - Xenia (niet gebruikt) - Yvonne (niet gebruikt) |